# Mark Koenker
Pour les articles homonymes, voir Koenker.
E. Mark Koenker (né le 11 septembre 1947) est un homme politique provincial canadien de la Saskatchewan. Il représente la circonscription de Saskatoon Sutherland et Saskatoon Sutherland-University à titre de député du Nouveau Parti démocratique de la Saskatchewan de 1986 à 1999.

## Biographie
Née à Chicago en Illinois aux États-Unis, Koenker devient ministre de l'Église luthérienne du Canada. Défait en 1982, il fait son entrée à l'Assemblée législative de la Saskatchewan en 1986. Réélu en 1991 et en 1995, il ne se représente pas en 1999,.